# Великденче (животно)
Вижте пояснителната страница за други значения на Великденче.
Великденчето или също божата кравичка (Pyrrhocoris apterus) е широко разпространено полутвърдокрило насекомо. С ярката си окраска, комбинация от червени и черни петна отгоре, и доста големите си размери – почти 1 см дължина, насекомото прави впечатление и е познато на всички. Липсата на втора двойка крила го отличава от други полутвърдокрили със сходна окраска, макар че често втората двойка може да е полуразвита.
Великденчето се среща навсякъде у нас през цялата година, но прави силно впечатление през пролетта, когато още при първите топли слънчеви дни се среща масово по долната част на огрените от слънцето стебла на дърветата или по други тъмни предмети. Оттук е дошло и българското название на това насекомо. По тези места великденчетата се струпват заради по-високата температура.
Великденчето се храни с растителни сокове на някои дървета и треви, но предимно се насочва към липата. Яйцата му са сравнително едри и женските ги отлагат върху почвата под шумата, в мъха и др. В края на май или началото на юни вече се срещат ларви, които в по-късна възраст приличат на имагото. Развитието им завършва в края на септември или началото на октомври.
Имагото прекарва зимата под камъни, под кората на дърветата, под окапалата шума и други скрити места. Рано напролет, след първите затопляния излиза от своите зимни убежища.
Великденчето не вреди на растенията.